# Постулати термодинамике
Постулати термодинамике су 4 аксиоме на основу којих је у термодинамици могуће одређивање равнотежног стања система који би у том стању могао да остане и након укидања границе која га издваја од околине.

## Нулти постулат
Нулти постулат термодинамике: Постоје одређена стања једноставног термодинамичког система (која се називају термодинамички равнотежна стања) у којима је он потпуно одређен унутрашњом енергијом (U), запремином (V) и број честица сваке од компоненти које чине тај систем (...).
Термодинамички равнотежна стања се одликују са две особине - морају бити стационарна и макроскопски не сме постојати макроскопски флукс ниједне величине. Карактеристика термодинамички равнотежних стања је да она не зависе од историје стања, тј. од начина доласка у тренутно стање.

## Први постулат
Први постулат термодинамике: Постоји функција (која се назива ентропија) екстензивних параметара било ког композитног система (система који се састоји од једне или више компоненти) која је дефинисана за сва термодинамички равнотежна стања и за коју ће претпостављени параметари који описују систем, у одсуству унутрашњих ограничења имати оне вредности које ће максимизовати ову функцију на многострукости ограниченој равнотежним стањима.

Први постулат заправо дефинише ентропију тако да ако систем има слободу неких параметара, равнотежно стање система у које ће он спонтано доспети биће оно у којем је ентропија максимална. Треба обратити пажњу да је ентропија дефинисана само за равнотежна стања.

## Други постулат
Други постулат термодинамике: Ентропија је непрекидна, диференцијабилна и монотоно растућа функција енергије. Ентропија композитног система је адитивна функција његових подсистема. 

Ако се систем подели на међусобно дисјунктне подсистеме, из особине адитивности ентропије следи да је ентропија једноставног термодинамичког система хомогена функција првог реда као функција екстензивних параметара, тј. да је: 
Последица монотоности је да је парцијални извод по било ком од ових екстензивних параметара у случају када су сви остали параметри фиксирани стриктно позитиван. Тако је ентропија растућа функција унутрашње енергије, па је услов равнотеже да се достигне максимална вредност ентропије или минимална вредност унутрашње енергије.

## Трећи постулат
Трећи постулат термодинамике (допуњени Нернстов постулат): На нултој температури (температура се дефинише као парцијални извод унутрашње енергије по ентропији, где су сви остали екстензивни параметри фиксирани) ентропија је нула.
Директна последица овог постулата је да ентропија (за разлику од унутрашње енергије нпр.) има једнозначно одређену нулту вредност.